# Biancheri
Biancheri je priimek več oseb:    
- Emilio Biancheri, italijanski rimskokatoliški škof
- Lorenzo Biancheri, apostolski vikar